# ガン・ファイター
『ガン・ファイター』（原題：The Last Sunset）は1961年のアメリカ合衆国の映画。ロバート・アルドリッチ監督の作品で、出演はロック・ハドソン、カーク・ダグラス、ドロシー・マローン、ジョゼフ・コットン、キャロル・リンレイなど。
ハワード・リグスビーの小説『クレイジー・ホースの落日』を原作としている。

## キャスト
※括弧内は日本語吹替（放送日1970年9月28日 TBS『月曜ロードショー』）
- ダナ・ストリブリング：ロック・ハドソン（小林恭治）
- ブレンダン・オマリー：カーク・ダグラス（宮部昭夫）
- ベル・ブレッケンリッジ：ドロシー・マローン（北浜晴子）
- ジョン・ブレッケンリッジ：ジョゼフ・コットン（外山高士）
- ミッシー・ブレッケンリッジ：キャロル・リンレイ（小鳩くるみ）
- フランク・ホブス：ネヴィル・ブランド
- ミルトン・ウイング：レジス・トゥーミー
- エド・ホブス：ジャック・イーラム

## スタッフ
- 監督：ロバート・アルドリッチ
- 製作：ユージン・フランク、エドワード・ルイス
- 脚本：ダルトン・トランボ
- 撮影：アーネスト・ラズロ
- 編集：マイケル・ルチアーノ
- 音楽：アーネスト・ゴールド
- 原作：ハワード・リグスビー